# Премія Сервантеса

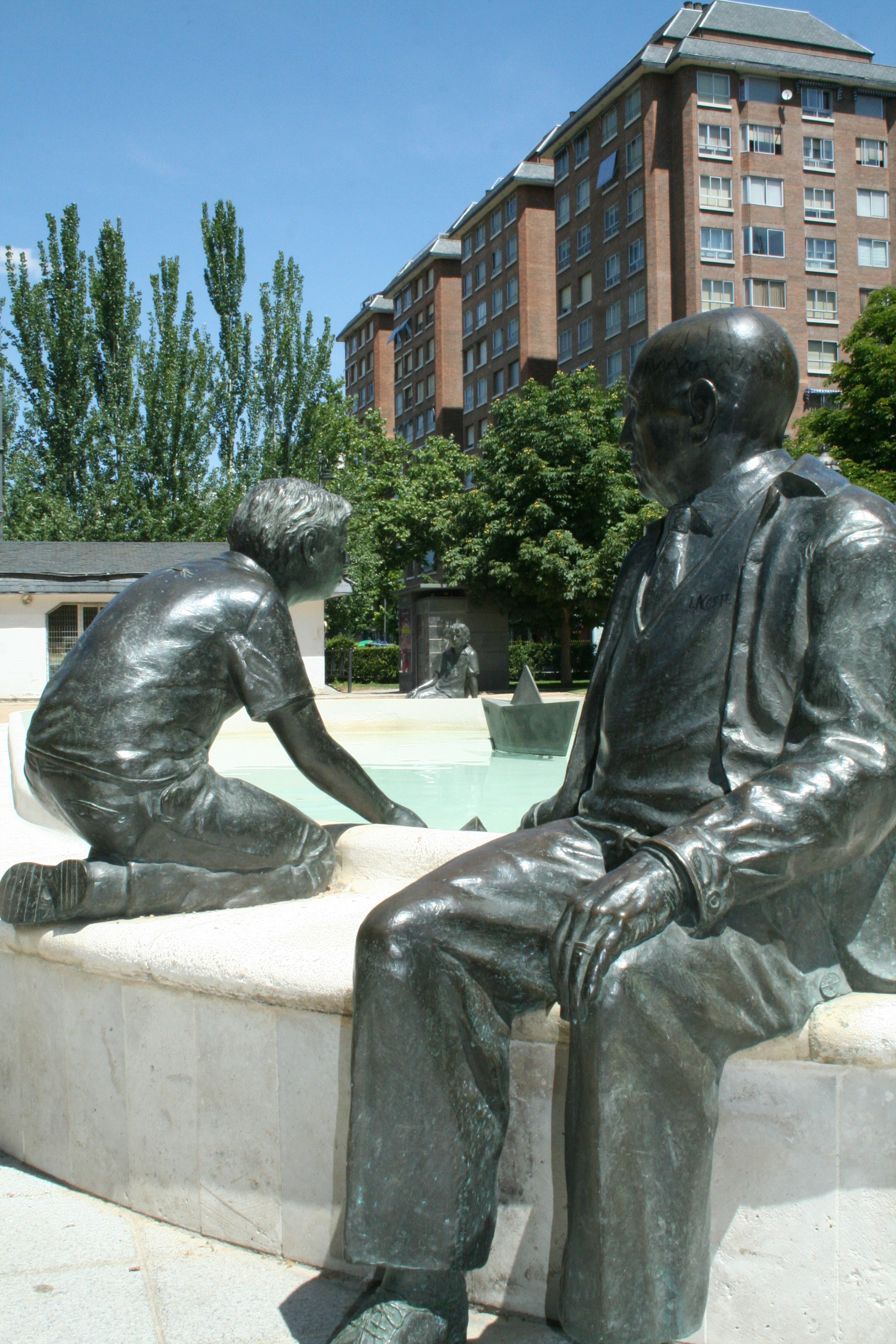
Хорхе Гільєн — перший лауреат премії Сервантеса

Премія Сервантеса (ісп.: Premio de Literatura en Lengua Castellana Miguel de Cervantes) — нагорода, яку Міністерством культури Іспанії вручає щорічно з 1976 року найкращому іспаномовному автору. Премію вручають 23 квітня (день смерті Сервантеса). Кандидатів пропонують Академії іспанської мови іспаномовних країн, а переможця визначає Міністерство культури Іспанії. Розмір премії — 125 000 євро.

## Лауреати премії
1976: Хорхе Гільєн ( Іспанія)
1977: Алехо Карпентьєр ( Куба)
1978: Дамасо Алонсо ( Іспанія)
1979: Хорхе Луїс Борхес ( Аргентина), Герардо Дієго ( Іспанія)
1980: Хуан Карлос Онетті  ( Уругвай)
1981: Октавіо Пас ( Мексика)
1982: Луїс Росалес ( Іспанія)
1983: Рафаель Альберті ( Іспанія)
1984: Ернесто Сабато ( Аргентина)
1985: Гонсало Торренте Бальєстер ( Іспанія)
1986: Антоніо Буеро Вальєхо ( Іспанія)
1987: Карлос Фуентес ( Мексика)
1988: Марія Самбрано ( Іспанія)
1990: Адольфо Біой Касарес ( Аргентина)
1991: Франсіско Аяла ( Іспанія)
1992: Дульсе Марія Лойнас ( Куба)
1993: Мігель Делібес ( Іспанія)

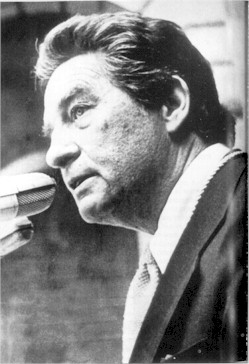
Октавіо Пас — перший володар премії Сервантеса та нобелівський лауреат

1994: Маріо Варгас Льйоса ( Перу), ( Іспанія)
1995: Каміло Хосе Села ( Іспанія)
1996: Хосе Гарсіа Ньєто ( Іспанія)
1997: Гільєрмо Кабрера Інфанте ( Куба)
1998: Хосе Єрро ( Іспанія)
1999: Хорхе Едвардс ( Чилі)
2000: Франсіско Умбраль ( Іспанія)
2001: Альваро Мутіс ( Колумбія)
2002: Хосе Хіменес Лозано ( Іспанія)
2003: Гонсало Рохас ( Чилі)
2004: Рафаель Санчес Ферлосіо ( Іспанія)
2005: Серхіо Пітоль ( Мексика)
2006: Антоніо Гамонеда ( Іспанія)
2007: Хуан Гельман ( Аргентина)
2008: Хуан Марсе ( Іспанія)
2009: Хосе Еміліо Пачеко ( Мексика)
2010: Ана Марія Матуте ( Іспанія)
2011: Ніканор Парра ( Чилі)
2012: Хосе Мануель Кабальєро Бональд ( Іспанія)
2013: Елена Понятовська ( Мексика)
2014: Хуан Гойтісоло ( Іспанія)
2015: Фернандо дель Пасо ( Мексика)
2016: Едуардо Мендоса ( Іспанія)
2017: Серхіо Рамірес ( Нікарагуа)
2018: Іда Вітале ( Уругвай)
2019: Жоан Маргаріт ( Іспанія)
2020: Франсиско Брінес ( Іспанія)
2021: Кристіна Пері Россі ( Уругвай)
2022: Рафаель Каденас ( Венесуела)
2023: Луїс Матео Дієс ( Іспанія)
2024: Альваро Помбо ( Іспанія)